# Salvia kamelinii
Salvia kamelinii là một loài thực vật có hoa trong họ Hoa môi. Loài này được Makhm. miêu tả khoa học đầu tiên năm 1984.